# Gourin
Gourin (in bretone: Gourin) è un comune francese di 4 289 abitanti situato nel dipartimento del Morbihan nella regione della Bretagna.

## Società

### Evoluzione demografica
Abitanti censiti

## Amministrazione

### Gemellaggi
Gourin è gemellata con:
- Rush